# 10813 Mästerby
10813 Mästerby è un asteroide della fascia principale. Scoperto nel 1993, presenta un'orbita caratterizzata da un semiasse maggiore pari a 3,2098370 UA e da un'eccentricità di 0,0505169, inclinata di 21,66505° rispetto all'eclittica.